# Holiday Affair
Holiday Affair is een Amerikaanse romantische komedie uit 1949 onder regie van Don Hartman, met in de hoofdrollen Robert Mitchum, Janet Leigh en Wendell Corey. In Nederland werd de film destijds uitgebracht onder de titel Cupido op vacantie.

## Verhaal
Steve Mason is een verkoper in een grootwarenhuis. Vlak voor Kerstmis ontdekt hij dat een van de klanten, de mooie weduwe Connie Ennis, een mystery shopper is voor een concurrerend warehuis. Nadat hij haar heeft ontmaskerd laat hij haar gaan, wat hem zijn baan kost. Beiden hebben een date, maar dat valt niet in goede aarde bij Carl Davis, die Connie al een tijdje het hof maakt. Degene die wel blij is, is Connies zoontje Timmy, die Carl helemaal niet als stiefvader wil.

## Rolverdeling
| Acteur         | Personage                      | Opmerkingen      |
| -------------- | ------------------------------ | ---------------- |
| Robert Mitchum | Steve Mason                    |                  |
| Janet Leigh    | Connie Ennis                   |                  |
| Wendell Corey  | Carl Davis                     |                  |
| Gordon Gebert  | Timmy Ennis                    |                  |
| Griff Barnett  | Mr. Ennis                      |                  |
| Esther Dale    | Mrs. Ennis                     |                  |
| Henry O'Neill  | Mr. Crowley                    |                  |
| Harry Morgan   | police lieutenant              | als Henry Morgan |
| Larry J. Blake | plainclothesman                |                  |
| Helen Brown    | Emily, Mr. Crowley's secretary |                  |
| Frances Morris | Mary, Connie's housekeeper     | niet vermeld     |

## Trivia
- Deze film bood Mitchum de kans om af te wijken van zijn typische rollen in film noir, westerns en oorlogsfilms, met de bedoeling om zijn imago op te poetsen na zijn beruchte arrestatie voor bezit van marihuana.[2]